# Günther Oettinger
Günther Oettinger (Stoccarda, 15 ottobre 1953) è un politico tedesco, Commissario europeo per il bilancio e le risorse umane nella Commissione Juncker dal 1º gennaio 2017 al 30 novembre 2019.
È un esponente dell'Unione Cristiano Democratica (CDU) e dunque del Partito Popolare Europeo. Oettinger è stato anche presidente dello stato federato del Baden-Württemberg tra il 2005 e il 2010.

## Biografia
Cresciuto a Ditzingen, è protestante e dopo essersi diplomato al ginnasio Kontal-Munchingen nel 1972, ha studiato giurisprudenza e economia all'Università di Tubinga. Ha quindi lavorato in una società di consulenza e fiscale, nel 1984 è entrato in uno studio legale diventandone socio nel 1988.

## Carriera politica
Oettinger inizia la sua carriera politica aderendo alla sezione giovanile della CDU.

### Carriera in Baden-Württemberg
Nel 1983 diventa segretario dell'organizzazione giovanile del partito in Baden-Württemberg e l'anno successivo è eletto nel parlamento del Baden-Württemberg.
Dal 1991 al 2005 è capogruppo della CDU nel parlamento del Baden-Württemberg. Si è occupato di mezzi di comunicazione per conto della CDU federale.
Nell'aprile 2005 Oettinger è nominato presidente del Baden-Württemberg e segretario della CDU in quello stato federato, subentrando al dimissionario Erwin Teufel. Alle elezioni del 2006 Oettinger è riconfermato presidente, sostenuto da una coalizione tra CDU e partito liberale democratico (FDP).

### Commissario europeo
Nell'ottobre 2009 Oettinger è indicato dal governo federale tedesco come commissario europeo per la Germania nella Commissione Barroso II. È entrato in carica il 10 febbraio 2010 come commissario europeo per l'energia.
Nel settembre 2011 hanno suscitato polemiche le sue dichiarazioni secondo cui le bandiere degli stati membri dell'Unione europea con un eccessivo deficit di bilancio pubblico dovrebbero essere esposte a mezz'asta, e in precedenza aveva ipotizzato un commissariamento formale della Grecia, per cui dei funzionari stranieri avrebbero dovuto prendere il posto del personale greco. 151 membri del Parlamento europeo hanno chiesto una rettifica oppure le sue dimissioni da commissario.
Nel 2014 è confermato commissario europeo della Germania e gli è stato affidato il portafoglio per l'economia e la società digitali. A seguito delle dimissioni di Kristalina Georgieva ha assunto l'incarico di Commissario per il bilancio e le risorse umane dal 1º gennaio 2017, trasferendo il suo precedente portafoglio al vice-presidente Andrus Ansip.
Nel maggio 2018, suscitarono scalpore le sue dichiarazioni successive alle elezioni politiche italiane, in cui Oettinger auspicava che "i mercati avrebbero insegnato agli italiani a votare nel modo giusto". Poco dopo fu indotto a ritrattare e scusarsi.

## Vita personale
Sposato con Inge Stange, Oettinger è separato e ha un figlio. Ha annunciato la sua separazione dalla moglie nel dicembre 2007, divenendo il primo presidente a separarsi durante lo svolgimento del mandato. L'annuncio ha suscitato un certo scandalo in uno stato religioso e conservatore come il Baden-Württemberg
e la successiva relazione di Oettinger con una donna 25 anni più giovane, Friederike Beyer, organizzatrice di eventi, ha raccolto notevole attenzione da parte della stampa tedesca.